# Jérémy Labelle
Pour les articles homonymes, voir Labelle.
Jérémy Labelle, de son nom d'artiste Labelle, est un compositeur réunionnais de Maloya électronique. Il est un des chefs de file des musiques électroniques de La Réunion,.

## Biographie
Né en 1985 à Rennes d'un père réunionnais et d'une mère originaire de la Mayenne, Labelle commence à l'adolescence comme DJ. Il se forme ensuite à la composition musicale, la musicologie et la recherche musicale à l'université Paris-VIII sous la direction d'Anne Sedes et Horacio Vaggione.
Ses inspirations mélangent la Techno de Detroit et le Maloya en passant par les musiques contemporaines, les musiques du monde mais aussi la littérature.
Sa carrière commence en 2010 à Rennes lors de son passage aux Rencontres Trans Musicales.
Son premier album Ensemble, auto-produit, a été remarqué par la critique spécialisée francophone à sa sortie en 2013,. Labelle sera programmé à nouveau aux Rencontres Trans Musicales de Rennes cette même année.
En 2017, il sort son deuxième album univers-île signé sur la maison de disque InFiné. Il reçoit un bon accueil de la presse musique nationale (Télérama, Le Monde, Libération) ainsi que de la presse étrangère spécialisée,. Dans cet album, sont invités des chanteurs réunionnais, Zanmari Baré, Nathalie Natiembé, Maya Kamati, le guitariste indien Prakash Sontakke, le joueur de kora Ballaké Sissoko... La pochette est dessinée par le duo d'artistes réunionnais Kid Kréol & Boogie.  
Labelle crée Orchestre univers, sa première pièce pour orchestre, percussions réunionnaises et électronique en mars 2018, jouée avec l'Orchestre régional de La Réunion.

## Distinctions
- Lauréat des Voix de l'Océan Indien 2014. Meilleur artiste pop, rock, électro[14] et Meilleure production audiovisuelle (clip "Lait Sacré")[14]
- Lauréat du Prix Musiques de l'Océan Indien 2015-2016[2],[15].
- Grand Prix de l'UNAC 2020[16].

## Discographie

### Albums
1. 2013, Ensemble
2. 2017, univers-île
3. 2019, Orchestre Univers
4. 2020, Éclat
5. 2023, NOIR ANIMA[17]

### EPs
- 2018, Post-maloya

### Collaboration
- 2022, African Prayers avec Amine Mesnaoui, LO Recordings

### Sous d'autres pseudonymes
- 2012, Thraces A, Thraces[18]
- 2015, Kaang, Kaang[19]